# Khalmion
Khalmion (ryska: Халмион) är en regionhuvudort i Kirgizistan.   Den ligger i oblastet Batken, i den sydvästra delen av landet, 400 km sydväst om huvudstaden Bisjkek. Khalmion ligger 756 meter över havet och antalet invånare är 11 600.
Terrängen runt Khalmion är platt åt nordost, men åt sydväst är den kuperad. Runt Khalmion är det ganska glesbefolkat, med 27 invånare per kvadratkilometer. Khalmion är det största samhället i trakten. Trakten runt Khalmion består i huvudsak av gräsmarker.